# Psapharochrus pseudopropinquus
Psapharochrus pseudopropinquus là một loài bọ cánh cứng trong họ Cerambycidae.